# Coppa del Mondo di bob 2023
La Coppa del Mondo di bob 2023, ufficialmente denominata BMW IBSF Bobsleigh World Cup 2022/23, fu la trentanovesima edizione del massimo circuito mondiale del bob, competizione organizzata annualmente dalla Federazione Internazionale di Bob e Skeleton; iniziò il 25 novembre 2022 a Whistler in Canada, e concluse il 19 febbraio 2023 a Sigulda in Lettonia, svolgendosi come di consueto in parallelo alla Coppa del Mondo di skeleton.
Erano in programma trentadue gare, sedici per le donne e altrettante per gli uomini, distribuite in otto tappe da tenersi in sette differenti località, tre nordamericane e quattro europee. A partire da questa stagione le gare di monobob donne, sino al 2021/22 facenti parte del circuito delle World Series di monobob, e il trofeo della combinata femminile furono integrate a tutti gli effetti all'interno del programma di Coppa del Mondo con l'assegnazione dei rispettivi trofei.
Dal 28 gennaio al 5 febbraio si tennero i campionati mondiali di Sankt Moritz in Svizzera, competizione non valida ai fini della coppa del mondo. La tappa di Altenberg del 21 e 22 gennaio inoltre assegnò i titoli europei 2023.
Le prime coppa di cristallo del monobob e della combinata femminile furono conquistate dalla statunitense Kaillie Humphries, che raggiunse il traguardo dei sei trofei in carriera. Nel bob a due femminile si impose invece per la prima volta la tedesca Laura Nolte. Nel bob a due maschile trionfò il suo connazionale Johannes Lochner, per la prima volta vincitore della coppa di specialità, mentre i trofei del bob a quattro e della combinata maschile furono appannaggio per la quinta volta consecutiva dell'altro tedesco Francesco Friedrich, che portò a sedici il numero di coppe di cristallo vinte in carriera.

## Calendario
| Tappa       | Località     | Pista                                  | Data                       | Donne    | Donne     | Uomini    | Uomini        |
| Tappa       | Località     | Pista                                  | Data                       | Monobob  | Bob a due | Bob a due | Bob a quattro |
| ----------- | ------------ | -------------------------------------- | -------------------------- | -------- | --------- | --------- | ------------- |
| 1           | Whistler     | Whistler Sliding Centre                | 25–26 novembre 2022        | ●        | ●         | ●         | ●             |
| 2           | Park City    | pista dello Utah Olympic Park          | 2–3 dicembre 2022          | ●        | ●         | ●         | ●             |
| 3           | Lake Placid  | Mt. Van Hoevenberg Olympic Bobsled Run | 17–18 dicembre 2022        | ●        | ●         | ●         | ●             |
| 4           | Winterberg   | Eisarena Winterberg                    | 7–8 gennaio 2023           | ●        | ●         | ●         | ●             |
| 5           | Altenberg    | SachsenEnergie-Eiskanal                | 14–15 gennaio 2023         | ●        | ●         | ●         | ●             |
| 6           | Altenberg    | SachsenEnergie-Eiskanal                | 21–22 gennaio 2023         | ●        | ●         | ●         | ●             |
| -           | Sankt Moritz | Olympia Bobrun St. Moritz-Celerina     | 28 gennaio–5 febbraio 2023 | Mondiali | Mondiali  | Mondiali  | Mondiali      |
| 7           | Innsbruck    | Olympia Eiskanal Innsbruck-Igls        | 11–12 febbraio 2023        | ●        | ●         |           | ●●            |
| 8           | Sigulda      | pista di Sigulda                       | 18–19 febbraio 2023        | ●        | ●         | ●●        |               |
| Totale gare | Totale gare  | Totale gare                            | Totale gare                | 8        | 8         | 8         | 8             |

|  | Tappa valida anche per il campionato europeo |

## Risultati

### Donne
| Data             | Località    | Specialità | Prime classificate                        | Seconde classificate                     | Terze classificate                          |
| ---------------- | ----------- | ---------- | ----------------------------------------- | ---------------------------------------- | ------------------------------------------- |
| 25 novembre 2022 | Whistler    | Monobob    | Bianca Ribi Canada                        | Cynthia Appiah Canada                    | Kaillie Humphries Stati Uniti               |
| 26 novembre 2022 | Whistler    | A due      | Kim Kalicki Anabel Galander Germania      | Melanie Hasler Nadja Pasternack Svizzera | Kaillie Humphries Emily Renna Stati Uniti   |
| 2 dicembre 2022  | Park City   | Monobob    | Kaillie Humphries Stati Uniti             | Lisa Buckwitz Germania                   | Cynthia Appiah Canada                       |
| 3 dicembre 2022  | Park City   | A due      | Kim Kalicki Leonie Fiebig Germania        | Laura Nolte Lena Neunecker Germania      | Kaillie Humphries Jasmine Jones Stati Uniti |
| 17 dicembre 2022 | Lake Placid | Monobob    | Laura Nolte Germania                      | Kaillie Humphries Stati Uniti            | Lisa Buckwitz Germania                      |
| 18 dicembre 2022 | Lake Placid | A due      | Kaillie Humphries Kaysha Love Stati Uniti | Laura Nolte Lena Neunecker Germania      | Kim Kalicki Anabel Galander Germania        |
| 7 gennaio 2023   | Winterberg  | Monobob    | Laura Nolte Germania                      | Kaillie Humphries Stati Uniti            | Kim Kalicki Germania                        |
| 8 gennaio 2023   | Winterberg  | A due      | Laura Nolte Neele Schuten Germania        | Lisa Buckwitz Kira Lipperheide Germania  | Kim Kalicki Leonie Fiebig Germania          |
| 14 gennaio 2023  | Altenberg   | Monobob    | Kaillie Humphries Stati Uniti             | Laura Nolte Germania                     | Cynthia Appiah Canada                       |
| 15 gennaio 2023  | Altenberg   | A due      | Lisa Buckwitz Kira Lipperheide Germania   | Kim Kalicki Leonie Fiebig Germania       | Kaillie Humphries Jasmine Jones Stati Uniti |
| 21 gennaio 2023  | Altenberg   | Monobob    | Kaillie Humphries Stati Uniti             | Laura Nolte Germania                     | Breeana Walker Australia                    |
| 22 gennaio 2023  | Altenberg   | A due      | Kaillie Humphries Kaysha Love Stati Uniti | Laura Nolte Neele Schuten Germania       | Melanie Hasler Nadja Pasternack Svizzera    |
| 11 febbraio 2023 | Innsbruck   | Monobob    | Lisa Buckwitz Germania                    | Breeana Walker Australia                 | Cynthia Appiah Canada                       |
| 12 febbraio 2023 | Innsbruck   | A due      | Laura Nolte Neele Schuten Germania        | Kim Kalicki Leonie Fiebig Germania       | Melanie Hasler Nadja Pasternack Svizzera    |
| 18 febbraio 2023 | Sigulda     | Monobob    | Kaillie Humphries Stati Uniti             | Kim Kalicki Germania                     | Ying Qing Cina                              |
| 19 febbraio 2023 | Sigulda     | A due      | Laura Nolte Neele Schuten Germania        | Kim Kalicki Anabel Galander Germania     | Kaillie Humphries Kaysha Love Stati Uniti   |

### Uomini
| Data             | Località    | Specialità | Primi classificati                                                          | Secondi classificati                                                      | Terzi classificati                                                        |
| ---------------- | ----------- | ---------- | --------------------------------------------------------------------------- | ------------------------------------------------------------------------- | ------------------------------------------------------------------------- |
| 25 novembre 2022 | Whistler    | A due      | Francesco Friedrich Alexander Schüller Germania                             | Brad Hall Taylor Lawrence Gran Bretagna                                   | Johannes Lochner Erec Bruckert Germania                                   |
| 26 novembre 2022 | Whistler    | A quattro  | Francesco Friedrich Thorsten Margis Candy Bauer Alexander Schüller Germania | Brad Hall Arran Gulliver Taylor Lawrence Greg Cackett Gran Bretagna       | Taylor Austin Shaq Murray-Lawrence Cyrus Gray Davidson De Souza Canada    |
| 2 dicembre 2022  | Park City   | A due      | Francesco Friedrich Thorsten Margis Germania                                | Brad Hall Taylor Lawrence Gran Bretagna                                   | Michael Vogt Sandro Michel Svizzera                                       |
| 3 dicembre 2022  | Park City   | A quattro  | Francesco Friedrich Thorsten Margis Candy Bauer Alexander Schüller Germania | Johannes Lochner Erec Bruckert Georg Fleischhauer Christian Rasp Germania | Christoph Hafer Michael Salzer Matthias Sommer Tobias Schneider Germania  |
| 17 dicembre 2022 | Lake Placid | A due      | Johannes Lochner Georg Fleischhauer Germania                                | Francesco Friedrich Alexander Schüller Germania                           | Michael Vogt Sandro Michel Svizzera                                       |
| 18 dicembre 2022 | Lake Placid | A quattro  | Brad Hall Arran Gulliver Taylor Lawrence Greg Cackett Gran Bretagna         | Francesco Friedrich Thorsten Margis Candy Bauer Felix Straub Germania     | Christoph Hafer Michael Salzer Kevin Korona Tobias Schneider Germania     |
| 7 gennaio 2023   | Winterberg  | A due      | Johannes Lochner Georg Fleischhauer Germania                                | Michael Vogt Sandro Michel Svizzera                                       | Brad Hall Taylor Lawrence Gran Bretagna                                   |
| 8 gennaio 2023   | Winterberg  | A quattro  | Francesco Friedrich Thorsten Margis Candy Bauer Alexander Schüller Germania | Brad Hall Arran Gulliver Taylor Lawrence Greg Cackett Gran Bretagna       | Johannes Lochner Florian Bauer Erec Bruckert Christian Rasp Germania      |
| 14 gennaio 2023  | Altenberg   | A due      | Johannes Lochner Georg Fleischhauer Germania                                | Brad Hall Taylor Lawrence Gran Bretagna                                   | Francesco Friedrich Alexander Schüller Germania                           |
| 15 gennaio 2023  | Altenberg   | A quattro  | Brad Hall Arran Gulliver Taylor Lawrence Greg Cackett Gran Bretagna         | Christoph Hafer Kevin Korona Matthias Sommer Tobias Schneider Germania    | Johannes Lochner Erec Bruckert Georg Fleischhauer Christian Rasp Germania |
| 21 gennaio 2023  | Altenberg   | A due      | Johannes Lochner Erec Bruckert Germania                                     | Michael Vogt Sandro Michel Svizzera                                       | Francesco Friedrich Alexander Schüller Germania                           |
| 22 gennaio 2023  | Altenberg   | A quattro  | Brad Hall Arran Gulliver Taylor Lawrence Greg Cackett Gran Bretagna         | Francesco Friedrich Thorsten Margis Candy Bauer Felix Straub Germania     | Michael Vogt Sandro Michel Alain Knuser Cyril Bieri Svizzera              |
| 11 febbraio 2023 | Innsbruck   | A quattro  | Francesco Friedrich Thorsten Margis Candy Bauer Alexander Schüller Germania | Brad Hall Arran Gulliver Taylor Lawrence Greg Cackett Gran Bretagna       | Johannes Lochner Florian Bauer Erec Bruckert Joshua Tasche Germania       |
| 12 febbraio 2023 | Innsbruck   | A quattro  | Francesco Friedrich Thorsten Margis Candy Bauer Alexander Schüller Germania | Brad Hall Arran Gulliver Taylor Lawrence Greg Cackett Gran Bretagna       | Johannes Lochner Florian Bauer Erec Bruckert Christian Rasp Germania      |
| 18 febbraio 2023 | Sigulda     | A due      | Johannes Lochner Georg Fleischhauer Germania                                | Francesco Friedrich Alexander Schüller Germania                           | Maximilian Illmann Joshua Tasche Germania                                 |
| 19 febbraio 2023 | Sigulda     | A due      | Johannes Lochner Georg Fleischhauer Germania                                | Francesco Friedrich Thorsten Margis Germania                              | Michael Vogt Sandro Michel Svizzera                                       |

## Classifiche

### Sistema di punteggio
| Piazzamento | 1   | 2   | 3   | 4   | 5   | 6   | 7   | 8   | 9   | 10  | 11  | 12  | 13  | 14  | 15  | 16 | 17 | 18 | 19 | 20 | 21 | 22 | 23 | 24 | 25 | 26 | 27 | 28 | 29 | 30 |
| Punti       | 225 | 210 | 200 | 192 | 184 | 176 | 168 | 160 | 152 | 144 | 136 | 128 | 120 | 112 | 104 | 96 | 88 | 80 | 74 | 68 | 62 | 56 | 50 | 45 | 40 | 36 | 32 | 28 | 24 | 20 |

In caso di parità di punteggio prevale chi ha ottenuto il miglior piazzamento nell'ultima gara disputata.

### Monobob donne
| Pos. | Pilota            | Nazione     | WHI | PKC | LAK | WIN | ALT-1 | ALT-2 | INN | SIG | Punti |
| ---- | ----------------- | ----------- | --- | --- | --- | --- | ----- | ----- | --- | --- | ----- |
| 1    | Kaillie Humphries | Stati Uniti | 3   | 1   | 2   | 2   | 1     | 1     | 4   | 1   | 1712  |
| 2    | Laura Nolte       | Germania    | 7   | 4   | 1   | 1   | 2     | 2     | 5   | 6   | 1590  |
| 3    | Cynthia Appiah    | Canada      | 2   | 3   | 9   | 8   | 3     | 5     | 3   | 4   | 1506  |
| 4    | Kim Kalicki       | Germania    | 5   | 6   | 5   | 3   | 7     | 7     | 8   | 2   | 1450  |
| 5    | Melanie Hasler    | Svizzera    | 4   | 5   | 4   | 7   | —     | 8     | 7   | 5   | 1248  |
| 6    | Lisa Buckwitz     | Germania    | 9   | 2   | 3   | 4   | 4     | DNS   | 1   | —   | 1171  |
| 7    | Nicole Vogt       | Stati Uniti | 6   | 8   | 7   | 12  | 10    | 10    | 11  | —   | 1056  |
| 8    | Bianca Ribi       | Canada      | 1   | 7   | 6   | 9   | 9     | 14    | —   | —   | 985   |
| 9    | Ying Qing         | Cina        | —   | —   | —   | 10  | 6     | 4     | 5   | 3   | 896   |
| 10   | Andreea Grecu     | Romania     | —   | —   | —   | 6   | 8     | 6     | 10  | 7   | 824   |

Legenda: DNS = Non partita (Did not start).

### Bob a due donne
| Pos. | Pilota            | Nazione     | WHI | PKC | LAK | WIN | ALT-1 | ALT-2 | INN | SIG | Punti |
| ---- | ----------------- | ----------- | --- | --- | --- | --- | ----- | ----- | --- | --- | ----- |
| 1    | Laura Nolte       | Germania    | 4   | 2   | 2   | 1   | 3     | 2     | 1   | 1   | 1697  |
| 2    | Kim Kalicki       | Germania    | 1   | 1   | 3   | 3   | 2     | 4     | 2   | 2   | 1672  |
| 3    | Kaillie Humphries | Stati Uniti | 3   | 3   | 1   | 4   | 3     | 1     | 4   | 3   | 1634  |
| 4    | Melanie Hasler    | Svizzera    | 2   | 6   | 6   | 7   | —     | 3     | 3   | 5   | 1314  |
| 5    | Cynthia Appiah    | Canada      | 6   | 7   | 7   | 9   | DSQ   | 6     | 9   | 6   | 1160  |
| 6    | Lisa Buckwitz     | Germania    | —   | 4   | 5   | 2   | 1     | DNS   | 5   | —   | 995   |
| 7    | Bianca Ribi       | Canada      | 5   | 5   | 4   | 12  | 7     | 12    | —   | —   | 984   |
| 8    | Nicole Vogt       | Stati Uniti | 7   | 8   | 8   | 13  | —     | 11    | 10  | —   | 888   |
| 9    | Andreea Grecu     | Romania     | —   | —   | —   | 6   | 5     | 5     | 6   | 8   | 880   |
| 10   | Ying Qing         | Cina        | —   | —   | —   | 11  | 6     | 6     | 7   | 4   | 848   |

Legenda: DNS = Non partita (Did not start); DSQ = Squalificata (Disqualified).

### Bob a due uomini
| Pos. | Pilota              | Nazione       | WHI | PKC | LAK | WIN | ALT-1 | ALT-2 | SIG-1 | SIG-2 | Punti |
| ---- | ------------------- | ------------- | --- | --- | --- | --- | ----- | ----- | ----- | ----- | ----- |
| 1    | Johannes Lochner    | Germania      | 3   | 4   | 1   | 1   | 1     | 1     | 1     | 1     | 1742  |
| 2    | Francesco Friedrich | Germania      | 1   | 1   | 2   | 6   | 3     | 3     | 2     | 2     | 1656  |
| 3    | Brad Hall           | Gran Bretagna | 2   | 2   | 5   | 3   | 2     | 4     | 5     | 5     | 1582  |
| 4    | Michael Vogt        | Svizzera      | 4   | 3   | 3   | 2   | —     | 2     | 6     | 3     | 1388  |
| 5    | Markus Treichl      | Austria       | 7   | 8   | 6   | 9   | 5     | 13    | 13    | 7     | 1248  |
| 6    | Christoph Hafer     | Germania      | 5   | 5   | 4   | 4   | 4     | 5     | —     | —     | 1128  |
| 7    | Emīls Cipulis       | Lettonia      | —   | —   | —   | 7   | 6     | 7     | 4     | 8     | 864   |
| 8    | Taylor Austin       | Canada        | 6   | 9   | 9   | 11  | 9     | 17    | —     | —     | 856   |
| 9    | Cédric Follador     | Svizzera      | 9   | 12  | 11  | —   | —     | 12    | 11    | 10    | 824   |
| 10   | Adam Dobeš          | Rep. Ceca     | —   | 11  | —   | 16  | 10    | 18    | 10    | 12    | 724   |

### Bob a quattro uomini
| Pos. | Pilota              | Nazione       | WHI | PKC | LAK | WIN | ALT-1 | ALT-2 | INN-1 | INN-2 | Punti |
| ---- | ------------------- | ------------- | --- | --- | --- | --- | ----- | ----- | ----- | ----- | ----- |
| 1    | Francesco Friedrich | Germania      | 1   | 1   | 2   | 1   | 4     | 2     | 1     | 1     | 1737  |
| 2    | Brad Hall           | Gran Bretagna | 2   | 4   | 1   | 2   | 1     | 1     | 2     | 2     | 1707  |
| 3    | Johannes Lochner    | Germania      | 6   | 2   | 4   | 3   | 3     | 4     | 3     | 3     | 1570  |
| 4    | Markus Treichl      | Austria       | 5   | 6   | 8   | 6   | 5     | 5     | 5     | 5     | 1432  |
| 5    | Michael Vogt        | Svizzera      | 4   | 5   | 10  | 5   | —     | 3     | 8     | 6     | 1240  |
| 6    | Christoph Hafer     | Germania      | DNS | 3   | 3   | 4   | 2     | 6     | 6     | —     | 1154  |
| 7    | Cédric Follador     | Svizzera      | 7   | 8   | 5   | 7   | —     | 9     | 11    | 10    | 1112  |
| 8    | Taylor Austin       | Canada        | 3   | 9   | 6   | 9   | 8     | 13    | —     | —     | 960   |
| 9    | Emīls Cipulis       | Lettonia      | —   | —   | —   | 14  | 6     | 7     | 4     | 4     | 840   |
| 10   | Adam Dobeš          | Rep. Ceca     | —   | 11  | —   | 16  | 11    | 16    | 12    | 14    | 704   |

Legenda: DNS = Non partito (Did not start).

### Combinata uomini
| Pos. | Pilota              | Nazione       | Punti |
| ---- | ------------------- | ------------- | ----- |
| 1    | Francesco Friedrich | Germania      | 3393  |
| 2    | Johannes Lochner    | Germania      | 3312  |
| 3    | Brad Hall           | Gran Bretagna | 3289  |
| 4    | Markus Treichl      | Austria       | 2680  |
| 5    | Michael Vogt        | Svizzera      | 2628  |
| 6    | Christoph Hafer     | Germania      | 2282  |
| 7    | Cédric Follador     | Svizzera      | 1936  |
| 8    | Taylor Austin       | Canada        | 1816  |
| 9    | Emīls Cipulis       | Lettonia      | 1704  |
| 10   | Adam Dobeš          | Rep. Ceca     | 1432  |

### Combinata donne
| Pos. | Pilota            | Nazione     | Punti |
| ---- | ----------------- | ----------- | ----- |
| 1    | Kaillie Humphries | Stati Uniti | 3346  |
| 2    | Laura Nolte       | Germania    | 3287  |
| 3    | Kim Kalicki       | Germania    | 3122  |
| 4    | Cynthia Appiah    | Canada      | 2666  |
| 5    | Melanie Hasler    | Svizzera    | 2562  |
| 6    | Lisa Buckwitz     | Germania    | 2166  |
| 7    | Bianca Ribi       | Canada      | 1969  |
| 8    | Nicole Vogt       | Stati Uniti | 1944  |
| 9    | Ying Qing         | Cina        | 1744  |
| 10   | Andreea Grecu     | Romania     | 1704  |